# (136743) Echigo
(136743) Echigo est un astéroïde de la ceinture principale.

## Description
(136743) Echigo est un astéroïde de la ceinture principale. Il fut découvert le 16 novembre 1995 à Chichibu par Naoto Satō et Takeshi Urata. Il présente une orbite caractérisée par un demi-grand axe de 2,34 UA, une excentricité de 0,23 et une inclinaison de 1,3° par rapport à l'écliptique.

## Compléments